# Gregory Smith (acteur)
Pour les articles homonymes, voir Gregory Smith et Smith.
 (avril 2019).
Si vous disposez d'ouvrages ou d'articles de référence ou si vous connaissez des sites web de qualité traitant du thème abordé ici, merci de compléter l'article en donnant les références utiles à sa vérifiabilité et en les liant à la section « Notes et références ».
Gregory Smith est un acteur, réalisateur et producteur canado-américain né le 6 juillet 1983 à Toronto. Il est surtout connu pour son rôle d'Ephram Brown dans la série Everwood.

## Biographie
Gregory Smith naît le 6 juillet 1983 à Toronto au Canada. Son père, Maurice Smith, est producteur de films à petits budgets pour le Royaume-Uni ; sa mère, Terrea Oster, est professeur. Il a deux frères dont l'un, Douglas (né en 1985), est également acteur, et une sœur.
Il fait ses débuts à l'écran en 1991 dans les séries télévisées L'As de la crime et Street Justice, puis au cinéma en 1994 dans André, mon meilleur copain et Le Souffre-douleur. Il apparaît également dans Drôles de Papous, Harriet la petite espionne et The Climb (en).
Il joue Alan Abernathy dans Small Soldiers en 1998. Il tient le rôle de Thomas, le fils de Mel Gibson dans The Patriot en 2000. Il joue également dans American Outlaws, Les Aventuriers des mondes fantastiques, Book of Love, Kids in America, War and Destiny, Les Portes du temps, Suffer Island et Eli Stone.
De 2010 à 2015, il joue Dov Epstein dans Rookie Blue. En 2011, il est Slick, un psychopathe cruel, dans Hobo with a Shotgun, puis joue dans  Dream House avec Daniel Craig.

### Vie privée
Le 18 août 2018, il épouse l'actrice et mannequin canadienne Taylor McKay. Le couple a un fils en 2021, puis une fille en 2022.

## Filmographie

### En tant qu'acteur

#### Cinéma
- 1994 : André, mon meilleur copain : Bobby
- 1995 : Leapin' Leprechauns : Mikey Dennehy
- 1996 : Les Lutins sauteurs 2 (Spellbreaker: Secret of the Leprechauns) : Mikey Dennehy
- 1996 : Le Souffre-douleur (Big Bully) : un enfant
- 1996 : Harriet la petite espionne (Harriet the Spy) : Sport
- 1997 : Shadow Zone: My Teacher Ate My Homework : Jesse Hackett
- 1998 : Drôles de Papous (Krippendorf's Tribe), de Todd Holland : Mickey Krippendorf
- 1998 : Le Défi (en) (The Climb) : Danny Himes
- 1998 : Small Soldiers : Alan Abernathy
- 2000 : The Patriot : Thomas Martin
- 2001 : American Outlaws : Jim Younger
- 2004 : Book of Love d'Alan Brown : Chet Becker
- 2005 : Kids in America de Josh Stolberg (en) : Holden Donovan
- 2006 : Nearing Grace : Henry
- 2007 : War and Destiny (Closing the Ring) :  Jack jeune
- 2007 : Les Portes du temps : Man Stanton
- 2008 : Suffer Island (Boot Camp) : Ben
- 2008 : Edison and Léo : Léo (voix)
- 2009 : In My Pocket : Stephen
- 2009 : Leslie, My Name Is Evil : Perry
- 2010 : Conception : Will
- 2011 : Hobo with a Shotgun : Slick
- 2011 : Dream House : Artie
- 2011 : Whirligig
- 2011 : In My Pocket : Stephen

Courts métrages
- 2011 : Something Red d'Ilana Frank : Guy
- 2012 : Follow de Sean Turrell : Gregory
- 2013 : Method de Gregory Smith : le premier voleur
- 2014 : Sprnva de Peter Mishara : Nolan Wilander

#### Télévision
- 1991 : L'As de la crime, épisode Nothing to Fear But Fear (1.4) : Jason
- 1991-1993 : Street Justice : Joey (2 épisodes)
- 1992 : Jumpin' Joe : Joe Dugan Jr
- 1992 : The Hat Squad, épisode pilote : Brian
- 1994 : Highlander, épisode Under Colour of Authority (2.12) : un enfant
- 1995 : The Other Mother: A Moment of Truth Movie : Kip Schaeffer
- 1995 : Les Aventures du capitaine Zoom (The Adventures of Captain Zoom in Outer Space) : Baley
- 1995 : Fais-moi peur ! (Are You Afraid of the Dark?), épisode The Tale of Train Magic (4.13) : Tim Williamson
- 1995 : Au-delà du réel : L'aventure continue, épisode Dark Matters (1.11) : Paul jeune
- 1995 : MANTIS, épisode Ancestral Evil (1.21) : le garçon
- 1999 : Zenon, la fille du 21e siècle (Zenon: Girl of the 21st Century) : Greg
- 2001 : Kate Brasher : Daniel Brasher (6 épisodes)
- 2001 : Une famille meurtrie (Just Ask My Children) : Brian Kniffen adolescent
- 2001 : Les Anges du bonheur, épisode A Winter Carol (8.11) : Patrick Lewis
- 2002 : Everwood : Ephram Brown
- 2003 : Les Aventuriers des mondes fantastiques (A Wrinkle in Time) de John Kent Harrison : Calvin O'Keefe
- 2009 : Eli Stone : Todd Riley
- 2009 : Guns : Bobby
- 2010 : Fakers : Nik Iliakis
- 2010 : Blue Belle : Jackson
- 2010-2015 : Rookie Blue : Dov Epstein (74 épisodes)
- 2013 : Franklin and Bash, épisode Control : Coach Kasso
- 2014 : Working the Engels : Jonny (3 épisodes)
- 2017 : Designated Survivor, épisode Two Ships (2.6) : Will Griffin

### En tant que réalisateur
- 2012-2015 : Rookie Blue (5 épisodes)
- 2014-2017 : Saving Hope (5 épisodes)
- 2016-2019 : Arrow (7 épisodes)
- 2016-2020 : Legends of Tomorrow (5 épisodes)
- 2017-2019 : Flash (4 épisodes)
- 2018 : The Detail (4 épisodes)
- 2018-2020 : Supergirl (2 épisodes)
- 2018-2023 : Riverdale (4 épisodes)
- 2019 : Unspeakable (3 épisodes)
- 2019-2020 : God Friended Me (2 épisodes)
- 2020 : Katy Keene (1 épisode)
- 2021-2024 : Superman et Loïs (11 épisodes)

### En tant que producteur

#### Cinéma
- 2008 : Saucisses à tout prix (Wieners)
- 2009 : One Night Only (court métrage)
- 2011 : On the Ice

#### Télévision
- 2012 : Training for the Apocalypse
- 2019 : Riverdale (1 épisode)
- 2021-2024 : Superman et Loïs